# ميخائيل شوتس
ميخائيل شوتس (بالألمانية: Michael Schütz)‏ هو ملحن ألماني، ولد في 1963 في كارلسروه في ألمانيا.

## وصلات خارجية
- الموقع الرسمي
- ميخائيل شوتس على موقع ميوزك برينز (الإنجليزية)
- ميخائيل شوتس على موقع ديسكوغز (الإنجليزية)